# Пастернакевія

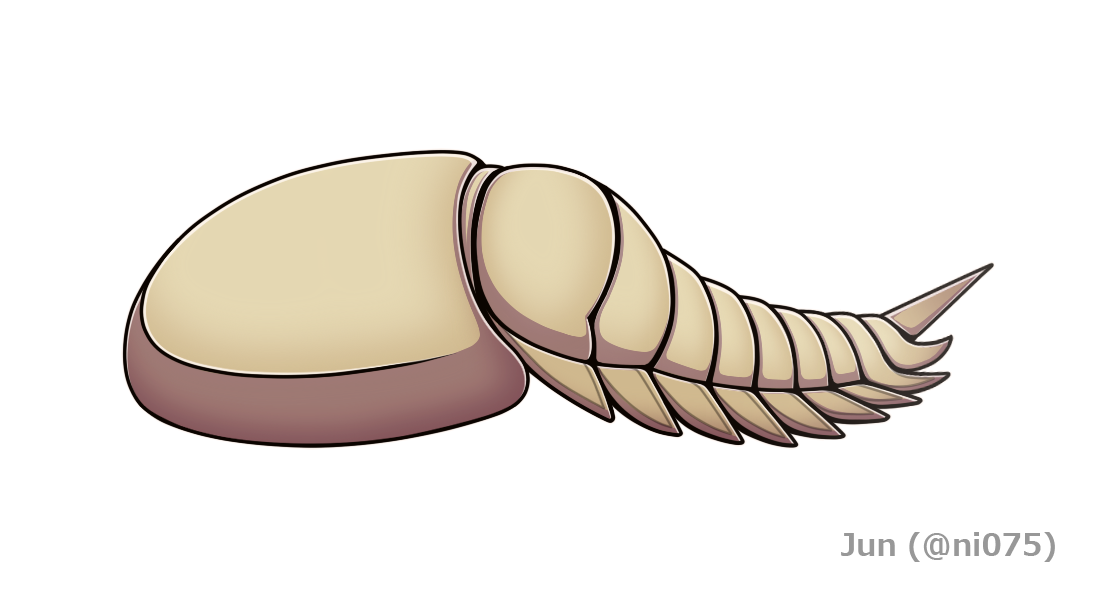
Реконструкція Pasternakevia podolica

Pasternakevia — рід синзіфосуринових, парафілетичної групи викопних хеліцератних членистоногих. Пастернакевія вважалася частиною клади Планатерга. У відкладеннях силурійського періоду на Поділлі в Україні виявлено скам'янілості одного й типового виду P. podolica.
Прозома пастернакевії вкрита гладким напівкруглим панциром із закругленим статевим рогом (задньобоковий кут панцира). У межах 10-сегментної опистосоми тергіт першого сегмента редукований і зазвичай прихований під попереднім панцирем, тоді як другий значно вигнутий і добре розвинений. Усі тергіти, крім першого, мають добре розвинену плевру (бічне розширення). Повний тельсон ще належить відкрити.